# Relations entre les États-Unis et l'Iran
Les relations entre les États-Unis d'Amérique et la république islamique d'Iran existent depuis que le chah de Perse a officiellement envoyé son premier ambassadeur, Nassereddin Shah Qajar, à Washington, D.C. à la fin du XIXe siècle.
Les relations entre les deux nations ont commencé au milieu du XIXe siècle. Les États-Unis paraissent alors aux yeux du gouvernement iranien, très méfiant envers les intérêts coloniaux britanniques et russes pendant le Grand Jeu, comme une puissance étrangère plus neutre. Au cours de la Seconde Guerre mondiale, l'Iran est envahi par le Royaume-Uni et l'Union soviétique, tous deux alliés des États-Unis. Néanmoins, les relations entre les deux pays restent positives jusqu'aux dernières années du gouvernement de Mohammad Mossadegh, renversé par un coup d'État organisé par la CIA aidée par le MI6, le service de renseignements extérieurs du Royaume-Uni. Le régime de Shah Mohammad Reza Pahlavi inaugure une période d'amitié et d'alliance très étroite entre Washington et Téhéran. À cette époque, l'Iran est l'un des alliés les plus proches des États-Unis dans la région. Cette période est suivie d'un renversement spectaculaire et d'un désaccord entre les deux pays depuis la révolution iranienne de 1979.
Après 1979, les relations irano-américaines sont marquées par plusieurs épisodes de vives tensions. À partir de 1995, les États-Unis tiennent un embargo sur le commerce avec l'Iran, embargo qui est levé en 2016 après la signature d'un accord nucléaire (accord international sur le programme nucléaire iranien du 24 novembre 2013) destiné à interdire le développement des capacités nucléaires à but militaire de l'Iran. Néanmoins, ces sanctions sont rétablies par Donald Trump en mai 2018 à la suite de son retrait de l'accord.

## Historique

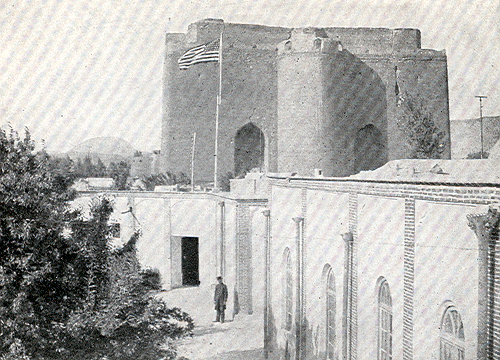
Le drapeau américain flotte sur le consulat américain à proximité de l'Arg-e Tabriz. Durant la révolution constitutionnelle de l'Iran, la citadelle fut attaquée et bombardée par 4000 Russes en décembre 1911. Les Persans ont tenu pendant 4 jours. Alors que le consulat américain était situé sur la ligne de feu, des Américains, tels que Howard Baskerville, ont pris les armes, aidant le peuple d'Iran

Jusqu'à la Seconde Guerre mondiale, conformément à la doctrine Monroe, les États-Unis s'intéressent peu à l'Iran. Cependant, dès la première moitié du XIXe siècle, avant le début des relations politiques entre les deux pays, des Américains, principalement des docteurs et des missionnaires, se sont rendus en Iran. Ceux-ci ont joué un rôle important dans le pays en ouvrant les premières écoles modernes du pays dont la première pour filles, en fournissant des services médicaux et en accomplissant d'autres travaux d'intérêt général,. Les premiers Américains à aller en Perse sont des missionnaires, le révérend Eli Smith et Harrison Dwight, envoyés à Tabriz en décembre 1830 par le American Board of Commissioners for Foreign Missions (ABCFM),,. La Faculté de Médecine de l'université d'Orumieh par exemple a été fondée par un groupe de médecins américains dans les années 1870. Samuel Benjamin fut cependant le premier diplomate officiellement envoyé par les États-Unis en Iran, en 1883.
Jusqu'à la Seconde Guerre mondiale, les relations entre l'Iran et les États-Unis sont restées cordiales, et de nombreux constitutionnalistes iraniens ont considéré les États-Unis comme une « troisième force » dans leur lutte pour se libérer de la domination et de l'ingérence des Britanniques et des Russes dans les affaires iraniennes. La présence américaine a cependant eu un prix.
Howard Baskerville est mort à Tabriz alors qu'il essayait d'aider les constitutionnalistes iraniens, et après que Morgan Shuster fut nommé trésorier général de Perse, un américain fut tué à Téhéran par des hommes de mains dont on pense qu'ils étaient liés à l'influence russe ou britannique. En fait, le parlement iranien fut bombardé par le général Liakhoff (Russie impériale), et Morgan Shuster dut démissionner sous la pression exercée par les Britanniques et les Russes sur le Shah. Le livre de Shuster, The Strangling of Persia est un récit des détails de ces événements ainsi qu'une critique acérée de la Grande-Bretagne et de la Russie impériale.
C'est l'ambassade américaine qui a la première transmis au bureau iranien du Foreign Office à Londres la confirmation de l'opinion populaire selon laquelle les Britanniques étaient impliqués dans le coup d'État de 1921 qui amena Reza Pahlavi au pouvoir. Un rapport de l'ambassade britannique en 1932 concède que ce sont les Britanniques qui ont mis Reza Shah sur le trône. À cette époque, les États-Unis n'étaient pas alliés aux Britanniques en Perse.
Morgan Shuster fut rapidement suivi de Arthur Millspaugh (en), nommé trésorier général par Reza Shah Pahlavi, et Arthur Pope, qui était l'artisan principal des politiques de Reza Shah visant à faire revivre l'Empire perse. Les relations amicales entre l'Iran et les États-Unis allaient changer avec l'arrivée des années 1950.

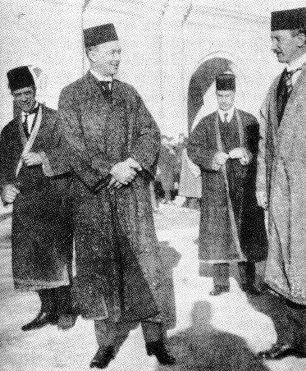
Américains portant jobbeh va kolah (vêtements persans traditionnels) à l'ouverture de la Majles, le 29 janvier 1924. Mr. McCaskey, Dr. Arthur Millspaugh (en) et le colonel MacCormack sont présents sur la photo.
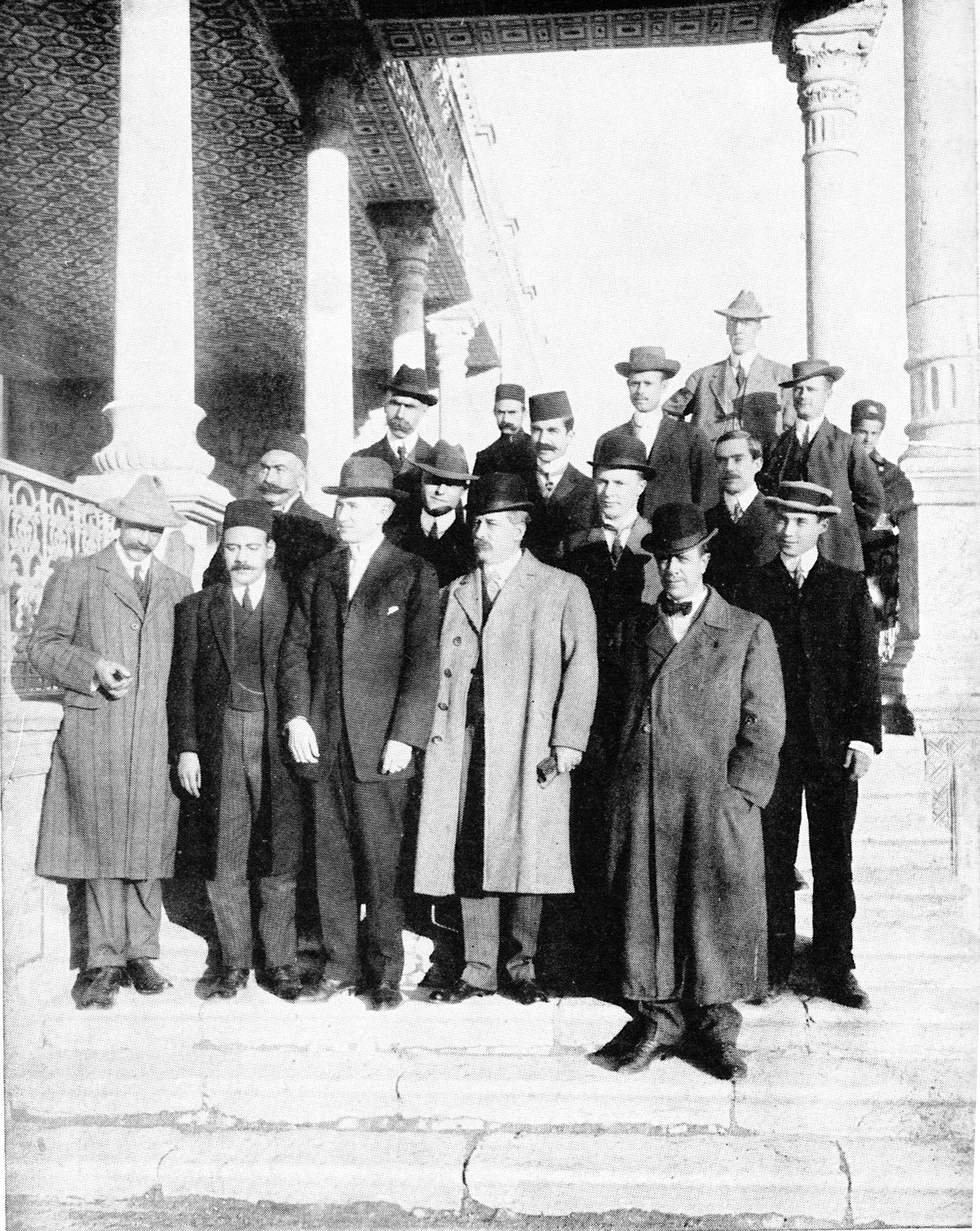
Morgan Shuster et des officiels américains au Palais Atabak à Téhéran, en 1911. Avant les années 1950, l'Iran et les E.U entretenaient des relations cordiales.
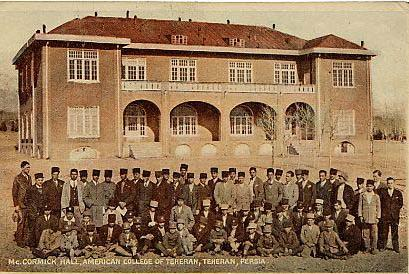
McCormick Hall, faculté américaine à Téhéran, vers 1930.

## Les années 1950 et la politique du pétrole, un tournant
À partir de 1952-1953, le Premier ministre nationaliste élu démocratiquement Mohammad Mossadegh entame une période de consolidation rapide du pouvoir, qui débouche sur le bref exil puis la reprise du pouvoir par le monarque constitutionnel de l'Iran, le chah Mohammad Reza Pahlavi. La plupart des événements de 1952 commencent avec la nationalisation par Mossadegh de l'Anglo-Iranian Oil Company (maintenant British Petroleum). Fondée par les Britanniques au début du XXe siècle, cette société avait conclu un accord avec l'État iranien pour partager les profits, mais l'entreprise cachait ses résultats au gouvernement iranien. À cause de la monopolisation supposée des profits par l'Anglo-Iranian Oil company, le parlement iranien avait accepté de nationaliser ce qui était à l'époque la plus grande société de l'Empire britannique.
Les États-Unis et la Grande-Bretagne, lors d'une opération secrète de la CIA appelée opération Ajax, aidèrent à organiser les manifestations ayant pour but de renverser Mossadegh et aidèrent au retour du Shah au pouvoir. Après son retour d'un bref exil, les tentatives de l'Iran pour se diriger vers la démocratie se sont vite transformées en une dictature puisque le Shah a défait les limitations constitutionnelles liées à sa position et a commencé à régner en monarque absolu.
Pendant son règne, le Shah reçoit un soutien américain significatif, faisant fréquemment des visites officielles à la Maison-Blanche et gagnant les faveurs de nombreux présidents américains. Les liens proches du Shah avec Washington et son agenda pour occidentaliser l'Iran rapidement ont vite rendu furieuses certaines franges de la population iranienne, et particulièrement les conservateurs islamiques. Les conflits sociaux ont augmenté, avec des actes de violence et l'assassinat de figures de la Savak, la police politique. En 1972, Joseph Farland, l'ambassadeur des États-Unis, donnait une image sceptique de la politique répressive iranienne.

## La révolution de 1979
Lors de la révolution iranienne de 1979 le Shah est dépossédé du pouvoir une seconde fois. L'ayatollah Khomeini devient le nouveau chef du pouvoir en Iran et peu de temps après s'amorce une violente rhétorique contre les États-Unis décrivant ce pays comme le Grand Satan et également comme une nation d'infidèles.
L'administration américaine dirigée par le président Jimmy Carter refuse alors d'offrir son soutien au Shah et ne manifesta pas d'intérêt particulier à le voir revenir au pouvoir. Carter se trouva alors en position délicate lorsque le Shah, qui souffrait à ce moment même d'un cancer, demanda une autorisation d'entrer aux États-Unis pour y recevoir un traitement. Le président accepta de mauvaise grâce mais cette décision accentua le sentiment des Iraniens que l'ex-monarque n'était qu'un instrument des États-Unis.

### La crise des otages en Iran de 1979
Le 4 novembre 1979, des militants étudiants iraniens envahissent l'ambassade des États-Unis à Téhéran avec le soutien de l'ayatollah Khomeini. Cinquante-deux américains sont alors retenus en otages pendant 444 jours. Le 7 avril 1980 les États-Unis rompent toute relation diplomatique avec l'Iran et le 24 avril 1981 le gouvernement Suisse accepte de représenter les intérêts des États-Unis à Téhéran via une section des intérêts américains. De même, les intérêts iraniens aux États-Unis sont représentés par la section des intérêts iraniens de l'Ambassade du Pakistan à Washington (en).
En accord avec la déclaration d'Alger du 20 janvier 1980, le Bureau des Plaintes Iran-E.U. (situé à La Haye aux Pays-Bas) est créé dans le but de traiter les réclamations des ressortissants américains à l'encontre de l'Iran ainsi que celles des ressortissants iraniens à l'encontre des États-Unis. Les relations entre les États-Unis et l'Iran à la Haye se limitent à ces questions purement judiciaires.

### La destruction en vol de l'avion Iran Air 655 en 1988
Le 3 juillet 1988, le croiseur américain USS Vincennes abat un Airbus A300B2 d'Iran Air au cours d'un vol commercial régulier dans l'espace aérien iranien alors qu'il survolait le détroit d'Ormuz causant la mort de 290 civils de six nationalités différentes et comptant parmi eux 66 enfants. Le 22 février 1996 les États-Unis accepteront de payer à l'Iran la somme de 61,8 millions de dollars (environ 42.5 millions d'euros) en dédommagement des 248 Iraniens décédés au cours de cet incident. Cette somme représente toutefois bien moins que les sommes qui avaient été prélevées sur les avoirs iraniens gelés aux États-Unis en compensation de la prise d'otages américains. Les États-Unis ont également pris 65 millions de dollars (environ 48,3 millions d'euros) sur ces avoirs à la suite de la prise d'otage de trois ressortissants américains par des groupes libanais qui, selon les États-Unis, avaient bénéficié d'un soutien indirect de l'Iran. À ce jour les États-Unis n'ont toujours pas remboursé l'Iran pour l'avion lui-même qui valait plus de 30 millions de dollars (environ 23 millions d'euros).

### Relations commerciales
Avant la révolution contre le chah, les États-Unis étaient le premier partenaire économique et militaire de l'Iran et contribuaient ainsi grandement à la modernisation rapide de ses infrastructures et de son industrie. L'Iran a compté jusqu'à trente mille expatriés américains qui y ont exercé des fonctions techniques, de conseil ou encore d'enseignement. A posteriori, certains analystes occidentaux considèrent que la transformation du pays s'est peut-être faite trop rapidement et a pu ainsi alimenter l'inquiétude et le mécontentement d'une part importante de la population du pays aboutissant finalement à la révolution elle-même en 1979.
Depuis la guerre Iran-Irak, les relations commerciales entre les deux pays sont limitées. En raison de la guerre marine livrée entre les deux États du Golfe persique, les États-Unis avaient bombardé des plates-formes pétrolières de la National Iranian Oil Company en 1987 et 1988. La même année, le président américain Ronald Reagan promulgua un ordre exécutif soumettant les échanges commerciaux en matière de pétrole à un embargo. Ces bombardements firent l'objet d'un arrêt de la Cour internationale de justice, qui appréhenda l'affaire sous l'angle de la liberté de commerce garantie par un traité bilatéral de 1955, prononcé en 2003 (Plates-formes pétrolières (Iran c. États-Unis)).
Aujourd'hui, les relations commerciales bilatérales sont limitées par des sanctions américaines et consistent principalement d'une part en des achats iraniens de nourriture et de produits médicaux et d'autre part en des achats américains de tapis et de nourriture. Le gouvernement américain interdit presque toute transaction avec l'Iran à travers l'application de l'Iran and Libya Sanctions Act (loi sur les sanctions de l'Iran et de la Libye) votée en 1996.
La question des avoirs iraniens gelés est particulièrement importante pour le gouvernement iranien. Après la prise de contrôle de l'ambassade américaine à Téhéran en 1979, les États-Unis ont gelé environ 12 milliards de dollars d'avoirs, en comptabilisant les comptes en banque, l'or et autres biens. Selon des officiels américains la plupart de ces avoirs ont été rendus en 1981 en échange de la libération des otages qui avaient été capturés lors de la prise de contrôle de l'ambassade. Néanmoins une part de ces avoirs - représentant jusqu'à 10 milliards de dollars selon les représentants iraniens, bien moins selon leurs homologues américains - sont encore gelés en attendant une résolution complète de toutes les procédures judiciaires entamées depuis le début de la révolution.

## Sous la présidence de George W. Bush (2001 - 2009)
Le 29 janvier 2002 - 4 mois après les attentats du 11 septembre, le président américain George W. Bush prononce son discours sur « l'axe du mal », décrivant l'Iran, avec la Corée du Nord et l'Irak, comme un axe du mal et avertissant que la prolifération des missiles à longue portée développés par ces pays constituaient du terrorisme et menaçaient les États-Unis. Le discours provoque l'indignation en Iran et est condamné par les réformistes et les conservateurs.
Depuis 2003, les États-Unis lancent des drones depuis l'Irak pour survoler l'Iran et obtenir des informations sur son programme nucléaire, lesquelles informations se sont avérées peu nombreuses. Le gouvernement Iranien a protesté formellement contre ces incursions.
En janvier 2006, James Risen, journaliste au New York Times, affirme dans son livre État de Guerre que la CIA avait entrepris une opération soutenue par le Président Clinton, à la fin des années 1990, baptisée opération Merlin. Elle visait à retarder le programme nucléaire iranien en lui fournissant de mauvais renseignements techniques sur des composants essentiels à ce programme mais aurait finalement eu l'effet opposé.

### Les inquiétudes respectives des gouvernements iranien et américain
Il existe des obstacles sérieux à l'amélioration des relations entre les deux pays. Le gouvernement américain définit cinq points de politique iranienne qu'il considère inacceptables :
- les supposés efforts iraniens d'acquérir des armes nucléaires et d'autres armes de destruction massive ;
- la participation supposée de l'Iran au terrorisme international ;
- le soutien supposé à une opposition violente au processus de paix au Proche-Orient;
- les menaces et activités subversives supposées contre ses voisins
- le non-respect des droits de l'homme

Les obstacles vus par les Iraniens sont les suivants :
- l'opération Ajax qui a écarté du pouvoir le Premier ministre démocratiquement élu Mohammad Mossadegh et restauré le Shah qui était parti en exil;
- les avoirs iraniens gelés qui n'ont pas été mis à disposition depuis 1979;
- le soutien américain à des organisations terroristes anti-iraniennes (OMPI par ex.);
- l'assistance des compagnies américaines dans le développement des installations de production d'armes chimiques pendant la Guerre Iran-Irak;
- la destruction en vol de l'avion d’Iran Air (vol 655) par le USS Vincennes ayant causé la mort de 290 civils;
- les survols illégaux de drones dans l'espace aérien iranien depuis 2003;

### Tensions et menaces d'opérations militaires en 2005-2006
Les tensions entre les États-Unis et l'Iran se traduisent par un certain nombre de mesures :
En septembre 2005, le département d'État américain a d'abord refusé d'accorder un visa au porte parole du parlement iranien ainsi qu'à un groupe d'officiels iraniens voulant voyager aux États-Unis afin de participer à une rencontre parlementaire internationale organisée par les Nations unies. Le visa a finalement été accordé mais trop tard pour que les parlementaires assistent à la rencontre. D'après les règles de l'ONU, les E.U doivent accorder des visas aux représentants de n'importe quel pays membre de l'ONU afin de prendre part aux conférences qu'elle organise, sans restriction par rapport à leurs opinions politiques.
Durant cette période, la position officielle des États-Unis concernant l'Iran est qu'« un Iran possédant l'arme nucléaire n'est pas acceptable » et que « toutes les options », y compris l'usage unilatéral de la force et d'armes nucléaires d'agression, sont « sur le tapis ».
Ainsi, en août 2005, Philip Giraldi, un ancien officier de la CIA, déclare que le vice-président américain Dick Cheney avait ordonné au STRATCOM de préparer un plan d'urgence à appliquer en réponse à une attaque terroriste de type 11 septembre sur les États-Unis...[y compris] une attaque aérienne massive sur l'Iran en employant des armes nucléaires tactiques et des armes conventionnelles... sans qu'il soit nécessaire que l'Iran soit effectivement impliqué dans des actions terroristes contre les États-Unis. La raison invoquée pour avoir décidé de faire usage de mini-bombes dans cette attaque est que les cibles sont renforcées ou enterrées profondément dans le sol et qu'elle ne pourraient être détruites par des têtes non-nucléaires.

### Le rôle du programme nucléaire iranien dans les tensions américano-iraniennes
Depuis 2003, les États-Unis affirment que l'Iran développe un programme d'armes nucléaires. L'Iran maintient que son programme nucléaire ne vise qu'à produire de l'électricité.
L'Iran et les États-Unis sont parties prenantes du traité de non-prolifération nucléaire (TNP). Selon un Protocole Additionnel du TNP que l'Iran avait accepté, des inspections des sites industriels nucléaires sensibles iraniens par l'AIEA (Agence Internationale de l’Énergie Atomique) sont organisées. Ces contrôles n'empêchent pas une aggravation des tensions entre les deux pays.
En juin 2005, la secrétaire d'État américain Condoleezza Rice déclare que le directeur de l'AIEA, Mohamed El Baradei devrait « durcir sa position à propos de l'Iran », sinon il pourrait ne pas obtenir un troisième mandat comme directeur de l'AIEA.
Le 8 mars 2006, l'ambassadeur américain à l'Agence internationale de l'énergie atomique, Greg Schulte, avance que l'Iran disposait de 85 tonnes d'uranium stocké pour l'enrichissement, « soit assez pour 10 bombes nucléaires », ajoutant qu'« il était temps que le Conseil de Sécurité agisse ».

### Autres raisons économiques et géopolitiques de tension entre les deux pays

#### Le rôle de la Bourse pétrolière iranienne et de l'euro dans les tensions américano-iraniennes
La Bourse iranienne du pétrole a ouvert ses portes le 17 février 2008. L'ouverture de cette Bourse avait été programmée pour le 20 mars 2006, mais a été reportée. La possibilité que les transactions s'y effectuent en euros et probablement d'autres devises plutôt qu'en dollars, généralement utilisés sur les autres marchés échangeant du pétrole a été interprétée par de nombreux analystes comme une source de conflit majeur avec les États-Unis. Beaucoup craignent que cela puisse avoir un impact négatif significatif sur la valeur du dollar sur les marchés des changes internationaux. Mais d'après le Ministère Iranien du Pétrole Gholam-Hossein Nozari (en) les transactions se font dans un premier temps dans la devise iranienne, le rial. L'ambassadeur iranien auprès de la Russie a déclaré que « dans le futur, nous pourrions utiliser la devise russe, le rouble, pour nos échanges » et que « la Russie et l'Iran, deux producteurs principaux de l'énergie mondiale, devraient encourager les transactions de pétrole et de gaz dans diverses devises autres que le dollar, libérant le monde de son esclavage vis-à-vis du dollar. »
Pepe Escobar écrit également que « Mohammed Javed Asimpour, alors directeur exécutif chargé d'établir la Bourse iranienne du pétrole, en 2005, a indiqué la direction envisagée de cette bourse. […] La bourse commencera par échanger des contrats de produits pétrochimiques et, ensuite, ce que tout le monde attend vraiment avec impatience : le brut peu soufré de la mer Caspienne. Cette bourse ne sera pas de style iranien mais « une bourse internationale complètement intégrée dans l'économie mondiale. » Le but ultime est très ambitieux : la création d'un prix de référence pétrolier pour le golfe Persique. »
Dès lors l'embargo imposé par les États-Unis contre les grandes sociétés internationales qui commercent avec l'Iran peut être interprété comme un moyen de pression visant à limiter l'influence de la Bourse iranienne du pétrole. Par ailleurs, la campagne internationale visant à empêcher l'accession supposée de l'Iran à l'arme nucléaire peut également être interprétée comme un isolement commercial, monétaire et diplomatique de l'Iran dans le but d'empêcher que la Bourse iranienne du pétrole ne joue le rôle international d'indice de référence pour la fixation des prix du pétrole dans une monnaie autre que le dollar[réf. nécessaire].

#### Le rôle de la politique intérieure aux États-Unis dans les tensions américano-iraniennes
En novembre 2005, Michael Klare, professeur à la section d'études pour la paix et la sécurité du Hampshire College (en) affirme qu'un facteur majeur qui inciterait l'administration George W. Bush à attaquer l'Iran serait son désir de détourner l'attention des difficultés politiques du pays pour accroître la popularité du président. Le soutien populaire au président Bush a augmenté d'environ 10 % quand les États-Unis ont envahi l'Irak en 2003 et n'est retombé à son niveau précédent que quelques mois plus tard.

#### Israël et le rôle de la politique intérieure en Iran dans les tensions américano-iraniennes
Les nombreuses déclarations des dirigeants iraniens concernant Israël et la Shoah ont, selon certains analystes, aggravé les relations entre l'Iran et les États-Unis.
Des analystes tels Ali Ansari (en) ont interprété les remarques faites par le président iranien Mahmoud Ahmadinejad comme de la propagande électorale interne au pays. D'autres comme le gouvernement israélien y voient des menaces d'attaque contre l'État d'Israël.
Mahmoud Ahmadinejad, qui est un religieux conservateur, a été élu président de l'Iran en 2005. En octobre 2005, il a déclaré à plusieurs reprises devant un public iranien être d'accord avec la déclaration de l'Ayatollah Khomeini selon laquelle « le régime occupant en Palestine devrait disparaître des pages du livre des Temps », mentionnant dans son discours que les régimes du Shah Mohammed Reza Pahlavi, de l'Union soviétique en tant qu'État et le gouvernement de Saddam Hussein en Irak ont été déchus du pouvoir de la même façon. On considère généralement que ses déclarations suivent la ligne de son électorat populiste (19 % des voix au premier tour des présidentielles 2005)
Seema Mustafa (en) dans l'Asian Age (en) prétend que les propos d'Ahmadinejad sur Israël et la Shoah sont maintenant utilisés comme prétexte pour une attaque contre l'Iran. Il affirme qu'« une campagne visant à diaboliser Ahmadinejad et rassembler l'opinion internationale contre l'Iran est effectivement lancée. [Mahmoud Ahmadined] a en fait été astucieusement utilisé dans la guerre de propagande contre l'Iran ». Il prétend aussi que cet argument a été invoqué devant la presse à Delhi par les représentants de l'EU-3, le Dr. Michael Schaeffer, et le sous-secrétaire américain Nicholas Burns lorsqu'ils invitaient le représentant indien à accepter les recommandations de l'AIEA de soumettre la question iranienne au Conseil de sécurité des Nations unies.

### Les craintes de l'Iran d'une éventuelle attaque des États-Unis
Paul Pillar, ancien cadre de la CIA, qui a dirigé la préparation de toutes les Évaluations Nationales du Renseignement (National Intelligence Estimates ou NIE) sur l'Iran de 2000 à 2005 en tant que cadre national du renseignement pour le Proche-Orient et l'Asie du Sud-Est, a déclaré à Inter Press Service que toutes les NIE sur l'Iran durant cette période « concernaient explicitement les craintes iraniennes d'une attaque américaine et [ces NIE] faisaient un lien entre ce désir d'avoir l'arme nucléaire et ces craintes » et déclara que « les perceptions iraniennes de la menace, particulièrement américaine et israélienne, n'étaient pas le seul facteur mais étaient un des éléments de ce qui provoqua, selon nous, cette volonté de construire l'arme nucléaire. »
Le sénateur Tom Cotton, dont le nom est évoqué sous l’administration Trump pour prendre la tête de la CIA, soutient en 2017 l'idée de mener contre l'Iran « une campagne navale et aérienne de bombardements contre son infrastructure nucléaire. » Bien que l'Iran soit fréquemment représenté comme une menace par les politiciens et diplomates américains, Barack Obama reconnait quant à lui que le budget militaire iranien s’élève à seulement un huitième de celui des alliés régionaux des États-Unis, et à un quarantième de celui du Pentagone.

## Réchauffement des relations durant la présidence Obama (2013-2017)
Le Monde indique qu'à partir du mois de mars 2013,
Trois mois plus tard, les électeurs iraniens donnent au Guide suprême ce qui lui manquait pour permettre un retour de l'Iran sur la scène internationale : un président présentable. Hassan Rohani, élu au premier tour le 14 juin, est le négociateur qui avait signé, en 2003, un gel provisoire du programme nucléaire iranien. Ce dernier s'entoure immédiatement d'un ministre des affaires étrangères ayant passé davantage de temps aux États-Unis qu'en Iran, Mohamad Javad Zarif, et intensifie les contacts secrets avec la Maison Blanche pour relancer les négociations nucléaires.
Celles-ci impliquent en théorie les cinq membres du Conseil de sécurité des Nations-Unies plus l'Allemagne, mais ressemblent à un tango irano-américain. Fin septembre, Hassan Rohani se rend à New York pour l'Assemblée générale des Nations unies. Dans les coulisses, Iraniens et Américains ont presque finalisé un texte. Et le dernier jour, Hassan Rohani converse quinze minutes au téléphone avec Barack Obama. Ce coup de fil tectonique sème la panique à Riyad et Tel Aviv, où l'on sent que l'équilibre géopolitique du Moyen-Orient est en train de basculer ».
Ces relations aboutissent à l'accord international sur le programme nucléaire iranien le 24 novembre 2013.
L'universitaire Fabrice Balanche estime lui aussi que, dans un contexte où « les Américains ont décidé d'alléger leur dispositif militaire [au Moyen-Orient] pour se concentrer vers d'autres priorités, comme l'Asie-Pacifique », ce réchauffement a lieu « parce que l'Iran apparaît de plus en plus comme un partenaire fiable aux yeux des États-Unis, en tout cas beaucoup plus fiable que la gérontocratie saoudienne ».

## Nouvelles tensions sous la présidence de Donald Trump (2017-2021)
Après son élection à la présidence des États-Unis, Donald Trump, contrairement à son prédécesseur Barack Obama qui avait tout fait pour améliorer les relations avec l'Iran, dénonce l'accord international sur le programme nucléaire iranien. Dès le début de sa présidence, il informe de son projet de remettre en cause cet accord affirmant qu'il est « l'un des plus mauvais accords que les États-Unis ont jamais signés ». Après avoir promis de « démanteler » l'accord en dépit des avis divergents des autres pays signataires,,, il annonce le mardi 8 mai 2018, son plan pour l'avenir de cet accord.
Le 8 mai 2018, Donald Trump annonce que les États-Unis quittent l'accord et qu'ils vont rétablir l'embargo économique. Malgré ce départ et la menace de sanctions économiques de la part des États-Unis envers les pays qui ne respecteraient pas l'embargo, les pays européens annoncent vouloir continuer à respecter l'accord.
Depuis le retrait américain de l'accord et le rétablissement de lourdes sanctions américaines contre l'Iran, les tensions entre les deux pays ne cessent de monter.

### Crises de 2019
À la suite de l'attaque non revendiquée d'un pétrolier japonais, le Kokuha Courageous, dans le détroit d'Ormuz le 13 juin 2019, le président américain Donald Trump accuse l'Iran d'être responsable de l'attaque. Les tensions s'accumulent dans la région et l'armée américaine déploie un millier de soldats supplémentaires. Le 20 juin, la télévision d'État iranienne annonce que l'armée a abattu un drone américain au large de Kouh-é Mobarak près du port de Jask dans l'espace aérien iranien. Les autorités américaines confirment la perte de l'appareil tout en affirmant qu'il se trouvait en dehors de l'espace aérien iranien. Le soir même, à 19h30 (heure de Washington), le président Trump aurait ordonné selon la presse américaine des frappes sur des sites militaires et stratégiques iraniens. Les frappes auraient été annulées alors que les bombardiers de l'US Air Force avaient déjà décollé.
Le 14 septembre des drones attaquent deux des plus importants sites pétroliers d'Arabie saoudite (2e producteur mondial après les États-Unis). Initialement les rebelles houthistes du Yémen, cibles de bombardements de l'aviation saoudienne depuis quatre ans, revendiquent cette action. Cependant, le département d'État américain penche pour une opération en provenance d'Irak et orchestrée par l'Iran. Donald Trump indique qu’il annoncerait de nouvelles sanctions contre Téhéran.

### Tensions de 2020
Le 1er janvier 2020, des Irakiens pro-Iran attaquent l’ambassade américaine de Bagdad poussant les autorités américaines à déployer 750 militaires supplémentaires en Irak.
Dans la nuit du 2 janvier au 3 janvier 2020 les États-Unis répliquent en assassinant le numéro deux du régime iranien, le général Qassem Soleimani ainsi que 4 autres personnes par des tirs de drone américain en Irak, près de Bagdad. À la suite de l'attaque, les appels à une vengeance contre les États-Unis se multiplient en Iran et en Irak. Le président iranien Hassan Rohani promet une revanche contre l'État américain. Cette attaque commanditée par le président américain Donald Trump représente un tournant majeur pour toute la région et les relations entre l'Iran et les États-Unis.
Le 4 janvier 2020 les forces iraniennes annoncent avoir lancé des roquettes contre une base américaine située en Irak. Le Pentagone annonce que 3 000 a 3 500 soldats vont être déployés en Irak dans les prochaines heures en plus des 750 militaires déjà prévus après l’attaque contre l'ambassade américaine le 1er janvier. Par la suite, des milices irakiennes pro-Iran menacent de bombarder des bases américaines en Irak.
Le 5 janvier 2020, Donald Trump menace de bombarder 52 sites très sensibles en Iran si des américains sont touchés par des attaques. Ce même jour le ministre des affaires étrangères iranien Mohammad Djavad Zarif annonce avoir porté plainte auprès du Conseil de sécurité des Nations unies pour « violation à la souveraineté de l’Irak ». Dans la soirée du 5 janvier 2020 le régime iranien demande aux militaires irakiens de s’éloigner d’au moins 1 000 mètres des bases abritant des soldats américains faisant redouter au gouvernement américain une attaque imminente. À 23 h 5, heure locale, deux roquettes sont lancés près de l’ambassade américaine à Bagdad.
Dans la nuit du mardi 7 janvier au 8 janvier 2020, l'Iran décide de lancer plusieurs missiles sur des bases américaines situées en Irak, en riposte à l'assassinat du général Qassem Soleimani. Le premier bilan donné par l'Iran fait état de plusieurs dizaines de morts côté américain.Lors d'une conférence de presse le lendemain, Donald Trump accompagné de son vice président Mike Pence et de son état major a annoncé qu’aucun militaire avait été blessé au cours de l’attaque et que les dégâts sur les bases était minimes. Pendant cette même conférence, Donald Trump annonce de nouvelles sanctions économiques envers l'Iran.
Le même mois, l'administration Trump, violant les termes d'un accord de siège de 1947 exigeant que Washington autorise les fonctionnaires étrangers dans le pays à exercer des activités aux Nations unies, empêche Zarif de s'adresser au Conseil de sécurité des Nations unies au sein duquel le ministre des affaires étrangères aurait cherché à prononcer un discours condamnant l'assassinat du général Qassem Soleimani. Durant les mois précédents, le secrétaire d'État américain Mike Pompeo avait cherché à restreindre la capacité de Zarif - connu pour être un débatteur qualifié ayant étudié aux États-Unis et ayant « de nombreux contacts avec des journalistes américains » - de faire valoir son point de vue auprès des Américains. lors de précédentes visites aux États-Unis.
Le 8 janvier, peu après l’attaque de l’Iran contre les bases américaines positionnées en Irak, un avion Boeing 737 reliant Téhéran à Kiev en Ukraine s’écrase deux minutes seulement après son décollage avec 176 personnes a son bord dont de nombreux iraniens et canadiens. La cause du crash est la mise à feu accidentelle d'un ou deux missile sol-air Tor-M1 iranien. Néanmoins, l'Iran dénonce les tensions qu'ils estiment d'origine américaine comme étant un facteur ayant provoqué cette tragédie.
Mi-mars, trois soldats américains trouvent la mort dans des tirs de roquettes tirées par les milices pro-Iran en Irak
Le 14 août 2020, le Conseil de sécurité de l'ONU a rejeté une résolution américaine visant à étendre l'embargo sur les ventes d'armes à l'Iran, ce qui aurait pu avoir des répercussions sur l'accord nucléaire iranien. Cependant, seuls deux des 15 membres du conseil de l'ONU, les États-Unis et la République dominicaine, ont voté pour la résolution, tandis que deux autres, la Russie et la Chine, ont voté contre la proposition. En outre, 11 membres restants, dont la France, le Royaume-Uni, l'Allemagne et d'autres, se sont abstenus.

## Liste d'américains célèbres vivant ou ayant vécu en Iran
- Howard Baskerville, le premier « martyr » américain, tué à Tabriz pendant la révolution constitutionnelle de l'Iran.
- Arthur Pope et Phyllis Ackerman
- Arthur Millspaugh (en)
- Elgin Groseclose (en)
- Morgan Shuster
- Richard Nelson Frye
- William Chittick
- Joseph Cochran
- William M. Miller (en)
- Samuel M. Jordan (en), qui a donné son nom à l'avenue Jordan à Téhéran